# Gary Abraham
Gary Abraham, född 8 januari 1959 i Southampton, är en brittisk före detta simmare.
Abraham blev olympisk bronsmedaljör på 4 x 100 meter medley vid sommarspelen 1980 i Moskva.